# Anna Orlova
Anna Orlova (Riga, 23 agosto 1972) è un'ex slittinista lettone.
Prima della dissoluzione dell'Unione Sovietica (1991) ha gareggiato per la nazionale sovietica.

## Biografia
Iniziò a gareggiare per la nazionale sovietica nelle varie categorie giovanili, senza però ottenere risultati di particolare rilievo.
A livello assoluto esordì in Coppa del Mondo nella stagione 1989/90 e, dopo la dissoluzione dell'Unione Sovietica, fece parte della squadra lettone; conquistò il primo podio il 17 novembre 1991 nel singolo ad Altenberg (2ª) e la prima ed unica vittoria il 6 novembre 2005 nella gara a squadre a Sigulda. In classifica generale colse come miglior risultato il sesto posto nella specialità del singolo nel 2003/04.
Partecipò a sei edizioni dei Giochi olimpici invernali, esclusivamente nella specialità individuale: ad Albertville 1992 concluse all'undicesimo posto, a Lillehammer 1994 finì in nona posizione, a Nagano 1998 giunse tredicesima, a Salt Lake City 2002 si piazzò nuovamente al nono posto, a Torino 2006 terminò in settima posizione ed a Vancouver 2010, in quella che fu la sua ultima competizione a livello internazionale, concluse la gara in tredicesima piazza.
Prese parte altresì a dodici edizioni dei campionati mondiali, aggiudicandosi una medaglia d'argento a Sigulda 2003 nella gara a squadre, mentre nella specialità individuale raggiunse come miglior risultato il quarto posto nella stessa rassegna casalinga. Nelle rassegne continentali il suo più importante piazzamento nel singolo fu il sesto posto a Sigulda 2010; in quella stessa competizione vinse inoltre il titolo europeo nella gara a squadre.

## Palmarès

### Mondiali
- 1 medaglia:
  - 1 argento (gara a squadre a Sigulda 2003).

### Europei
- 2 medaglie:
  - 1 oro (gara a squadre a Sigulda 2010);
  - 1 bronzo (gara a squadre a Winterberg 2006).

### Coppa del Mondo
- Miglior piazzamento in classifica generale nel singolo: 6ª nel 2003/04.
- 8 podi (6 nel singolo, 2 nelle gare a squadre):
  - 1 vittoria (nella gara a squadre);
  - 4 secondi posti (tutti nel singolo);
  - 3 terzi posti (2 nel singolo, 1 nella gara a squadre).

#### Coppa del Mondo - vittorie
| Data            | Luogo   | Paese    | Disciplina                                                   |
| --------------- | ------- | -------- | ------------------------------------------------------------ |
| 6 novembre 2005 | Sigulda | Lettonia | Gara a squadre con Andris Šics, Juris Šics e Mārtiņš Rubenis |